# 骨董通り

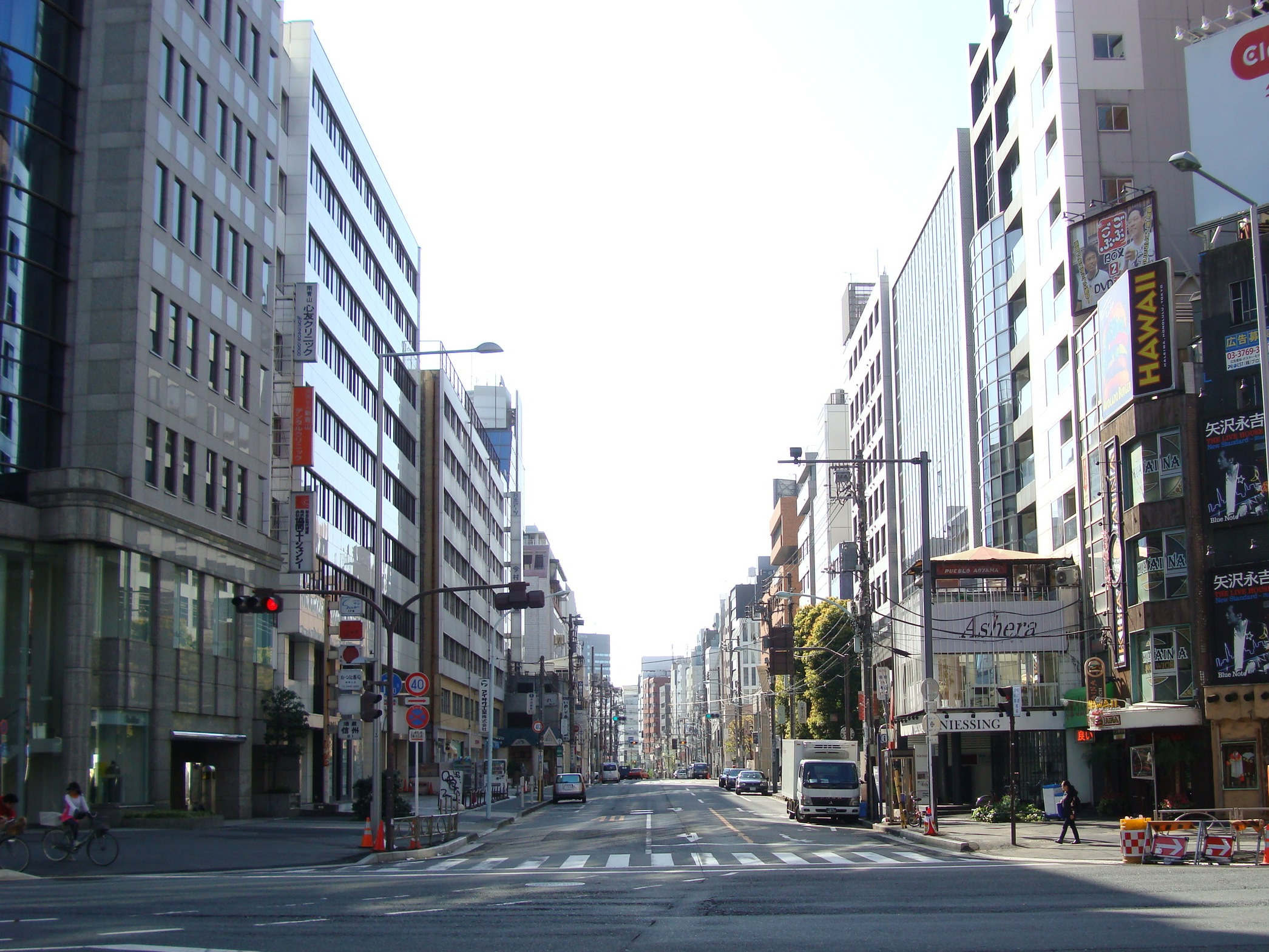
南青山五丁目交差点から見る骨董通り（2011年4月）

骨董通り（こっとうどおり）は、東京都港区南青山にある通りであり、国道246号（青山通り）の南青山五丁目交差点と東京都道412号霞ヶ関渋谷線（六本木通り）の高樹町交差点を結ぶ道路の通称である。全線が東京都市計画道路補助第23号線に指定されており、特に南青山五丁目交差点側はセットバックが進んでいる。
かつては「高樹町（たかぎちょう）通り」あるいは「南町（みなみちょう）通り」と呼ばれ、都電が走る電車通りだった。アンティーク通りという表記も見られる。

## 概要

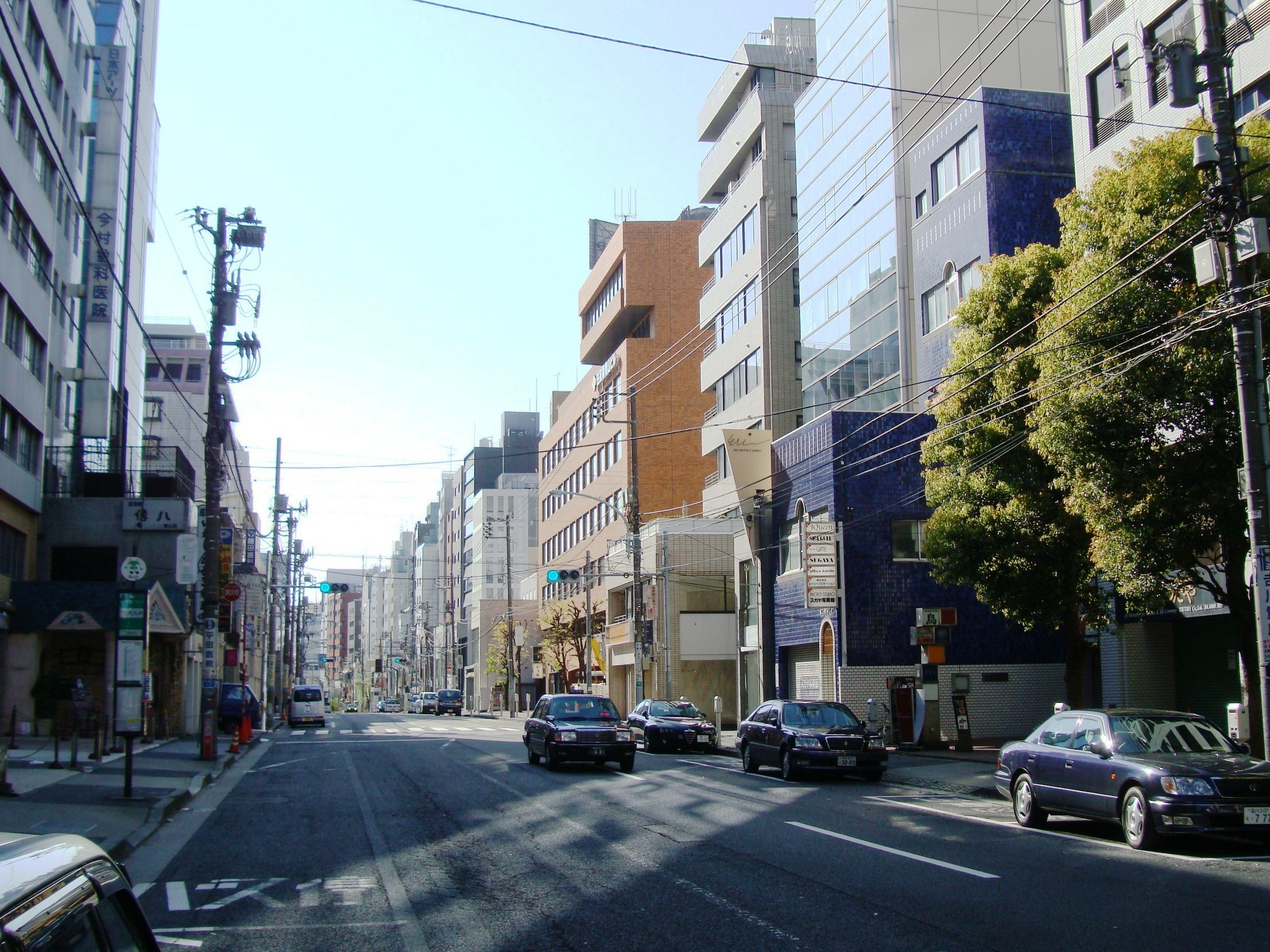
骨董通り（2011年4月）

正式には「南町通り」というが「高樹町通り」とも呼ばれ、「南青山骨董通り」または「青山骨董通り」ともいう。沿線にはブティックやオフィスビル、マンション、骨董品店などがある。道路は片側一車線の対面通行であり、全線に渡って両側にパーキングメーターが設置されている。電線類地中化は実施されていない。
六本木通り（西麻布・高樹町）と青山通り（青山・表参道）とを繋ぐバス通りであり、六本木通りに青山学院下のトンネル（青山トンネル）が開通する以前には、渋谷と六本木を繋ぐ主要路としても機能していた。当時は都電6系統が渋谷駅から青山通りを青山六丁目（現 南青山五丁目交差点）より折れてこの道を走っており、この経路は都営バス渋88系統へと継承されている。
都市計画道路としては、平成28年公表の東京における都市計画道路の整備方針（第四次事業化計画）においても、「車道混雑度の緩和のほか、自転車の走行と快適な歩行空間の確保に加え、特に広域避難場所として位置付けられている青山学院・実践女子学園一帯に接続する路線部であること」を理由として、南青山五丁目交差点から東京都市計画道路補助第5号線と交わる南青山六丁目交差点までの区間について、区施工の優先整備路線に指定されている。

### 歴史
太平洋戦争（大東亜戦争）を挟む戦前戦後にかけて、通り沿いに根津美術館（1941年開設）、小原流会館（1975年竣工）、諸々の骨董品店などが集まるようになった。「骨董通り」の愛称はこれに因んでおり、1980年代頃から自然発生的に使われるようになった、もしくは古美術鑑定家・中島誠之助が使い出したものが広まったものだといわれることもある。

## 沿道の施設
- 根津美術館
- 小原流会館

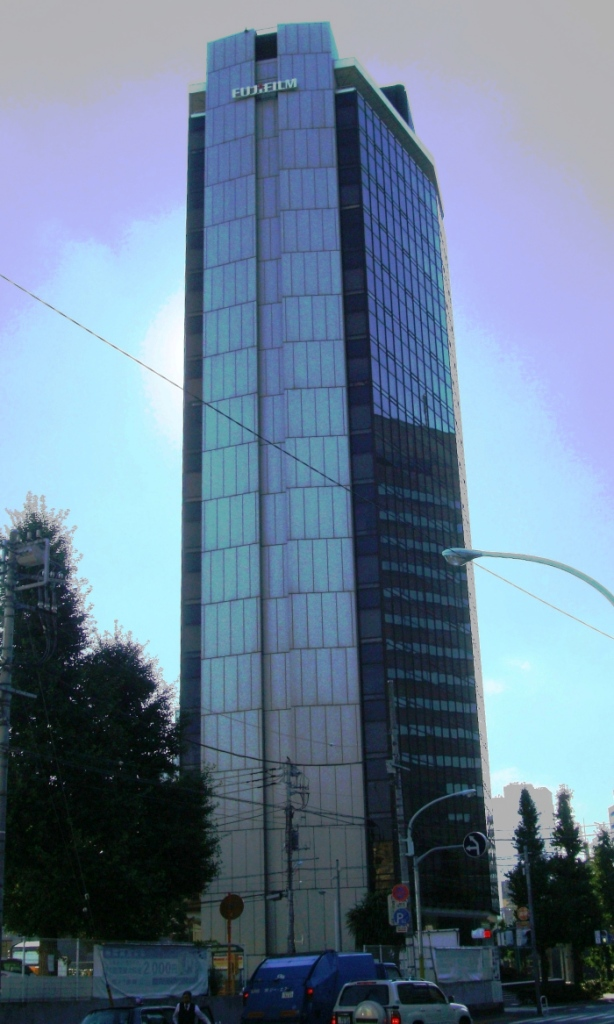
富士フイルム旧本社ビル
1969年竣工

- アミューズ東京オフィス（旧ニッカウヰスキー本社）
- リノベる本社[7]（リノベる。東京 表参道本社ショールーム併設）
- 富士フイルム旧本社 - 本社機能は東京ミッドタウンに移転したが、現在も一部部署や子会社が入居している。
- コシノジュンコデザインオフィス
- ブルーノート東京（近隣すぐの南青山6丁目に移転）

## かつてあった施設・店舗
- エヴァンス青山店 - ロレックス専門店。2013年に店舗統合で銀座に移転。青山店CMで「青山骨董通り」の名を広めた。
- ブルーノート東京 - 1998年11月に骨董通り近隣の現在の南青山6丁目に移転。

## その他の骨董通り
- 東京都中央区の日本橋京橋界隈を南北に縦断する通りの通称[8]